# Black Magic Woman
Black Magic Woman är en bluesrockkomposition av Peter Green som lanserades som singel av hans grupp Fleetwood Mac 1968. Den ingick senare på albumet The Pious Bird of Good Omen. Singeln nådde 37:e plats på singellistan i Storbritannien. Två år senare 1970 släppte gruppen Santana en coverversion av låten som medley med "Gypsy Queen", en låt av Gábor Szabó. Den medtogs på albumet Abraxas och släpptes i en kortare singelversion. Santanas version är mindre bluesinspirerad och har med flera latinamerikanska instrument som claves, conga och timbales. Gregg Rolie sjunger på den inspelningen.

## Listplaceringar, Santana
| Lista (1971) | Position              |
| ------------ | --------------------- |
| Australien   | 21 (Go Set)           |
| Danmark      | 9 (DR "Top 10")       |
| Finland      | 30                    |
| Kanada       | 4                     |
| Sverige      | 7 (Tio i topp)        |
| USA          | 4 (Billboard Hot 100) |
| Västtyskland | 14                    |
| Österrike    | 16                    |